# Canal de Nicaragua
El Canal de Nicaragua fue un proyecto de canal interoceánico de una vía fluvial que conectaría el Mar Caribe, en el Océano Atlántico, con el Océano Pacífico a través de Nicaragua en América Central. Dicho canal iría por río desde el Atlántico hasta el Lago Cocibolca (Gran Lago de Nicaragua), y cruzaría el istmo de Rivas para alcanzar el Pacífico. El Canal cubriría un área de 270 kilómetros cuadrados.
El 22 de diciembre de 2014 se inició la construcción de vías de acceso temporales, para importar los materiales de construcción que no podían acceder por los puertos actuales. En mayo de 2017, no se habían tomado medidas concretas para construir el canal y se expresaron dudas sobre su financiación. En febrero de 2018, los analistas consideraron ampliamente que el proyecto estaba extinto, aunque el jefe del proyecto insistió en que el trabajo estaba en curso y HKND, empresa de origen chino a quien el gobierno nicaragüense le había entregado la concesión de los derechos para construir el canal y usufructuarlo, la cual cerró sus oficinas en abril de 2018, retuvo los derechos legales sobre la concesión del canal y los proyectos paralelos.
En mayo de 2024, el Congreso de Nicaragua canceló la concesión a HKND, dejando el proyecto original definitivamente enterrado.
En noviembre de 2024 el presidente Daniel Ortega presenta a inversionistas de China un nuevo proyecto del canal con una nueva ruta donde, en lugar de ir por el Lago Cocibolca, pasaría por el Lago Xolotlán o Lago de Managua. Este nuevo proyecto partiría de un puerto que se construiría en Bluefields, capital de la Región Autónoma de la Costa Caribe Sur, pasaría por la parte central de Nicaragua, por el lago Xolotlán, y saldría por el puerto de Corinto, en el Pacífico.

## El proyecto

### Ruta
La idea de la construcción del canal aprovechando el curso del río San Juan data de la época colonial española ya que este río nace en el lago y desemboca en el Caribe. Más tarde Napoleón III escribió un artículo a inicios del siglo XIX y posteriormente hubo interés por parte de los Estados Unidos, ya que tuvieron un primer plan para construir una obra similar en el Istmo de Tehuantepec el cual fracasó por su elevado costo.
Se propusieron varias rutas, todas ellas empleando el Lago Nicaragua (el segundo más grande de América Latina, que está a 32 m s. n. m. de altitud):
- De Bluefields a río Escondido y de ahí a un canal artificial al lago.
- De Punta Gorda al río Punta Gorda y de ahí a un canal artificial al lago.
- De San Juan del Norte al río San Juan y de allí al lago.

Un canal artificial cortará el Istmo de Rivas (su punto más bajo está a 56 m s. n. m.) y alcanzará el océano Pacífico en San Juan del Sur.
Estos planes del gobierno estadounidense fueron abandonados a principios del siglo XX con la compra de los derechos y las obras abandonadas por los franceses del Canal de Panamá.

### Subproyectos
El 8 de julio de 2014, la empresa china HKND Group anunció finalmente la ruta del Canal, así como la construcción de 4 subproyectos más, además del Canal Interoceánico. El primer subproyecto estaría conformado por dos puertos; uno en Brito (Océano Pacífico) en el departamento de Rivas y otro en Punta Águila, jurisdicción de Punta Gorda en la Región Autónoma de la Costa Caribe Sur. Ambos puertos tendrían una capacidad para 2,8 millones de toneladas y 25 millones de TEU. CCCC Second Harbour Consultants sería la encargada del diseño de ambos puertos
El segundo subproyecto sería una zona de libre comercio, que tendría un área comercial, otra de procesamiento para exportación, una más de oficinas financieras así como la creación de una ciudad para 140.000 habitantes. Shenzhen LAY-OUT Planning Consultants sería la encargada del diseño de dicho proyecto. La zona de libre comercio ofrecería más de 130.000 puestos de trabajo y generaría 27 000 millones de dólares anuales para el 2030, según los cálculos de HKND Group.
El tercer subproyecto sería un aeropuerto cerca del canal, en la ciudad de Rivas, con capacidad para 1 millón de personas y 22.000 toneladas, que serviría para cubrir rutas internacionales de largo y mediano alcance. El diseño del aeropuerto estaría encargado por la compañía Civil Aviation Engineering Consulting Company of China.
El cuarto subproyecto serían las carreteras y puentes que unirían a Nicaragua con su región sur, y unirían los distintos subproyectos del canal y estarían siendo diseñados por China Railway SIYUAN Survey and Design Group.
Sin embargo, el costo sería del orden de 25 mil millones de dólares estadounidenses (25 veces el presupuesto anual de dicha nación centroamericana) y se toparía con oposición.
Este nuevo canal permitiría aumentar el tránsito transoceánico de barcos de carga más grandes, pesados y con mayor calado. También contribuiría a promover el comercio entre los países de América Latina y Europa, y entre China con América, Brasil y Europa, al permitir un mayor tránsito de carga con un menor tiempo de entrega de mercancías, lo que permitiría aumentar la importancia comercial y de navegación del Océano Pacífico en el siglo XXI.

## Oposición al proyecto
El proyecto contó con una fuerte oposición debido a que el contrato entre Nicaragua y HKND fue firmado por el presidente Ortega sin darlo a conocer y sin que mediara discusión alguna con la sociedad civil de Nicaragua. Por esta razón, algunos lo consideraban sumamente dañino para la estabilidad social del país.
La oposición al proyecto se dio en base en criterios ambientales y sociales. Entre esos argumentos, estaban los siguientes:
- El acuerdo violaba la Constitución de Nicaragua, pues entregaba a HKND la soberanía del país por 50 años, prorrogables en otros 50.
- Se podría dañar el lago de Nicaragua, que es la reserva de agua más grande de Centroamérica,[20] así como el nivel del Río San Juan que Nicaragua debe proteger de acuerdo al tratado limítrofe con Costa Rica.
- No daba ventaja alguna al país, pues todos los ingresos le quedarían a HKND, y esta no tenía obligación de usar empresas constructoras nacionales, mano de obra local, pagar impuestos de alguna clase y podría adquirir las tierras a precios inferiores a su verdadero valor sin que los dueños tengan derecho a recurso.

El proyecto generó protestas. La ONG Amnistía Internacional dijo que las autoridades nicaragüenses usaron fuerza excesiva y arrestos arbitrarios a los manifestantes.

## Destino del proyecto

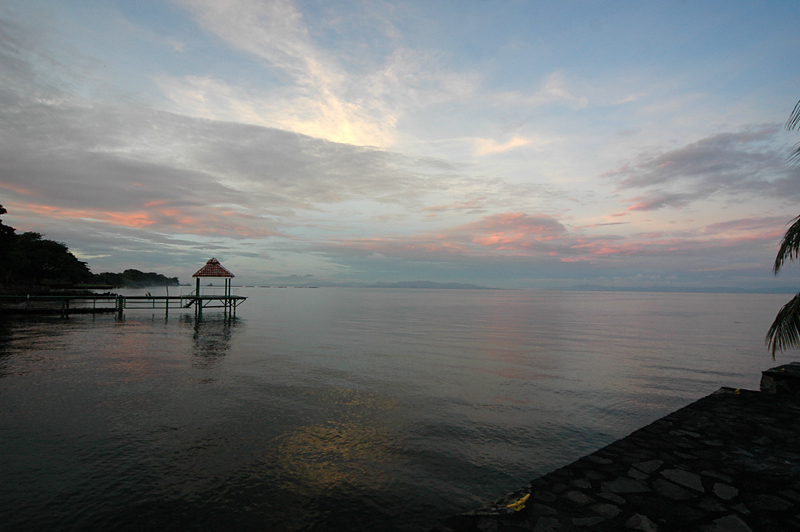
El lago de Nicaragua habría sido el segmento central del Canal de Nicaragua

El 7 de junio de 2013 Nicaragua entregó a HKND Group la concesión del  canal y el día 13 del mismo mes la Asamblea aprobó su construcción por parte de la firma china.
El 13 de junio, la Asamblea aprobó la construcción del Canal. Con 61 votos a favor, 25 en contra, dos ausentes y una abstención, la legislación relativa al canal (denominada "Ley Especial para el Desarrollo de Infraestructura y Transporte Nicaragüense atingente a El Canal, Zona de Libre Comercio e Infraestructuras Asociadas"), fue aprobada tras un debate que duró tres horas. La ley otorga la concesión por 50 años, prorrogables por el mismo periodo, a la empresa china HK Nicaragua Canal Development. Además, esta concesión le otorgaría a la nueva “Empresa Desarrolladora de Grandes Infraestructuras S.A”,  la construcción de un oleoducto que conectaría espacios en los litorales del Pacífico y del Atlántico; y la construcción de dos puertos de aguas profundas, uno en el Pacífico y otro en el Caribe (ambos estarán conectados por un canal seco por el que circulará un ferrocarril de carga). También se crearían dos zonas de libre comercio y la construcción o ampliación de un aeropuerto internacional en cada una de esas zonas.
Entre las empresas contratadas para este proyecto, se encuentran por una parte Environmental Resources Management (ERM), la consultora que se encargaría de manera independiente de investigar el impacto ambiental y social de la ruta seleccionada para este canal. Por otro lado, China Railway Construction Corporation fue contratada para llevar a cabo la evaluación de la viabilidad inicial de acuerdo a estándares técnicos internacionales, entre otras compañías seleccionadas por HKND Group. Por otra parte, McKinsey & Company, fue la empresa encargada de proporcionar a HKND Group la investigación y el análisis del proyecto.
El periódico ruso The Moscow Times informó en mayo de 2014 que Rusia ayudaría a construir el Canal de Nicaragua, viendo el proyecto en parte como una oportunidad para buscar intereses estratégicos en la región. La construcción debía comenzar el 29 de diciembre de 2014, y oficialmente comenzó una semana antes. Sin embargo, debido al clima volátil y la actividad sísmica de Nicaragua, las preocupaciones de viabilidad surgieron sobre el futuro del proyecto. En noviembre de 2015 HKND anunció que habría un retraso en la construcción de esclusas y excavaciones hasta fines de 2016 con el fin de afinar el diseño.
El proyecto del canal de Nicaragua vio una gran rivalidad empresarial a fines de 2014. China Harbour Engineering Company, una empresa de construcción con experiencia, se ofreció a diseñar, construir y financiar un cuarto juego de esclusas en Panamá, donde abrió una sede regional. Si se construyera al ancho del propuesto Canal de Nicaragua, atravesaría muchos menos kilómetros y aún costaría solo 10 mil millones de dólares, según la firma. Panamá se encuentra en una situación financiera mucho mejor que Nicaragua para pagar esa deuda, y ya tiene un flujo de ingresos de sus canales existentes. Además, el Canal de Suez, con financiamiento ya completo, ha ejercido una presión competitiva sobre Panamá al iniciar una expansión, en agosto de 2014, para duplicar la capacidad de tránsito y terminar antes de que se complete el tercer juego de esclusas en Panamá.
Se han explorado motivos alternativos y otros proyectos han tenido prioridad contra la empresa de transporte acuático. Bloomberg informa que "abundan las teorías de la conspiración", incluido que el proyecto es un acaparamiento de tierras por parte de Ortega, un intento de Ortega de "impulsar" el apoyo en las elecciones y parte de un plan chino para ganar influencia en la región.
Para noviembre de 2016, el presidente de la comisión del canal, Manual Coronel Kautz, dijo: "De acuerdo con nuestro cronograma, deberíamos iniciar trabajos importantes antes de fin de año". Sin embargo, Carlos Fernando Chamorro, editor del periódico Confidencial, dijo que "si la República Popular de China no da un paso adelante, no sucederá. Wang Jing no tiene la reputación de impulsar esto. Si es solo él, entonces las posibilidades de que esto ocurra son cero. Si la RPC interviene, entonces es una gran posibilidad".
El inversionista Wang tuvo retrocesos financieros no relacionados con el proyecto de Nicaragua cuando perdió el 80% de su patrimonio neto durante la crisis bursátil china de 2015-2016. En mayo de 2017, el periódico Panam Post indicó que "no se han tomado medidas concretas para comenzar el proyecto" y sugirió que el proyecto está "paralizado o inexistente". En septiembre de 2017, la agencia AFP informó que el trabajo había sido "postergado indefinidamente", aunque señalaron que el 6 de septiembre el gobierno anunció que había renovado el permiso ambiental del proyecto en abril de 2017. El proyecto fue anunciado el 21 de febrero de 2018 como cancelado.

## Algunos enlaces externos
- HKND Group
- Todo acerca del Gran Canal Interoceánico de Nicaragua Archivado el 6 de octubre de 2014 en Wayback Machine.
- Canal de Nicaragua - Infografía de Sputnik Mundo

- Datos: Q1252068
- Multimedia: Nicaragua Canal / Q1252068